# 2418-as mellékút (Magyarország)
A 2418-as számú mellékút egy négy számjegyű országos közút Heves vármegyében, a Mátra délkeleti lábainál.

## Nyomvonala
A 3-as főútból ágazik ki, az annak 98. kilométere közelében lévő körforgalmú csomópontból, Ludas közigazgatási területén, észak felé; ugyanonnan indul délnek a 3206-os út. Hamar északkelet felé kanyarodik, majd átlép Detk területére, ahol Árpád utca néven halad. Keresztezi a Bene-patakot, majd az 1+200-as kilométerszelvénye környékén eléri a település központját. Ott északnak fordul, azon a szakaszon már Rákóczi utca néven halad tovább. Ipari létesítmények között húzódik az ötödik kilométeréig, és csak a hetedik kilométerét elérve lép át Detkről Domoszló területére. Ott ér véget, a 2416-os útba torkollva, annak 15+700-as kilométerszelvényében.
Az országos közutak térképes nyilvántartását szolgáló kira.gov.hu adatbázisa szerint a teljes hossza 10,848 kilométer.